# Minoussinsk
Minoussinsk (en russe : Минусинск) est une ville du kraï de Krasnoïarsk en Russie, et le chef-lieu administratif du raïon de Minoussinsk. C'est l’une des villes les plus anciennes de Sibérie orientale. Sa population s'élevait à 69 263 habitants en 2013.

## Géographie
Minoussinsk est située au point de confluence de la rivière Minoussa et du fleuve Ienisseï, à 267 km (423 km par la route) au sud de Krasnoïarsk et à 25 km d'Abakan. Elle se trouve au milieu de la dépression de Minoussinsk recouverte de steppe et de forêts. La ville est entourée de collines de tous les côtés.

## Histoire
L'établissement russe de Minioussinskoïé (Минюсинское) a été fondé en 1739, à la confluence de la rivière Minoussa et de l'Ienisseï. Il devient le chef-lieu d'une volost en 1797. En 1822, après avoir fait partie du gouvernement de Tobolsk, la localité dépend administrativement du gouvernement de l'Iénisseï et obtient le statut de ville en tant que chef-lieu d'okroug. Il y avait 783 habitants en 1823 dont 156 exilés politiques, car l'endroit, comme d'autres en Sibérie, est un lieu de relégation. En 1898, elle est élevée au rang de chef-lieu de l'ouïezd de Minoussinsk (qui existe jusqu'en 1925) du gouvernement de l'Iénisseï.
Vladimir Lénine, qui vivait en exil, vint à Minoussinsk à maintes reprises alors qu’il était en relégation au village voisin de Chouchenskoï entre 1897 et 1900. Pendant la guerre civile, Minoussinsk fut le cadre de la rébellion de Minoussinsk en 1918.
En 1925, la ville devient le chef-lieu du nouvel okroug de Minoussinsk, dépendant du kraï de Sibérie (capitale : Novossibirsk). L'okroug est supprimé en 1930, pour entrer dans le kraï de Sibérie occidentale (capitale : Novossibirsk). Il est divisé en 1934 pour former le kraï de Krasnoïarsk et Minoussinsk devient le centre administratif du raïon de Minoussinsk.
Plus de quatre mille hommes originaires de Minnoussinsk meurent au champ d'honneur pendant la Grande Guerre patriotique (1941-1945).

## Architecture

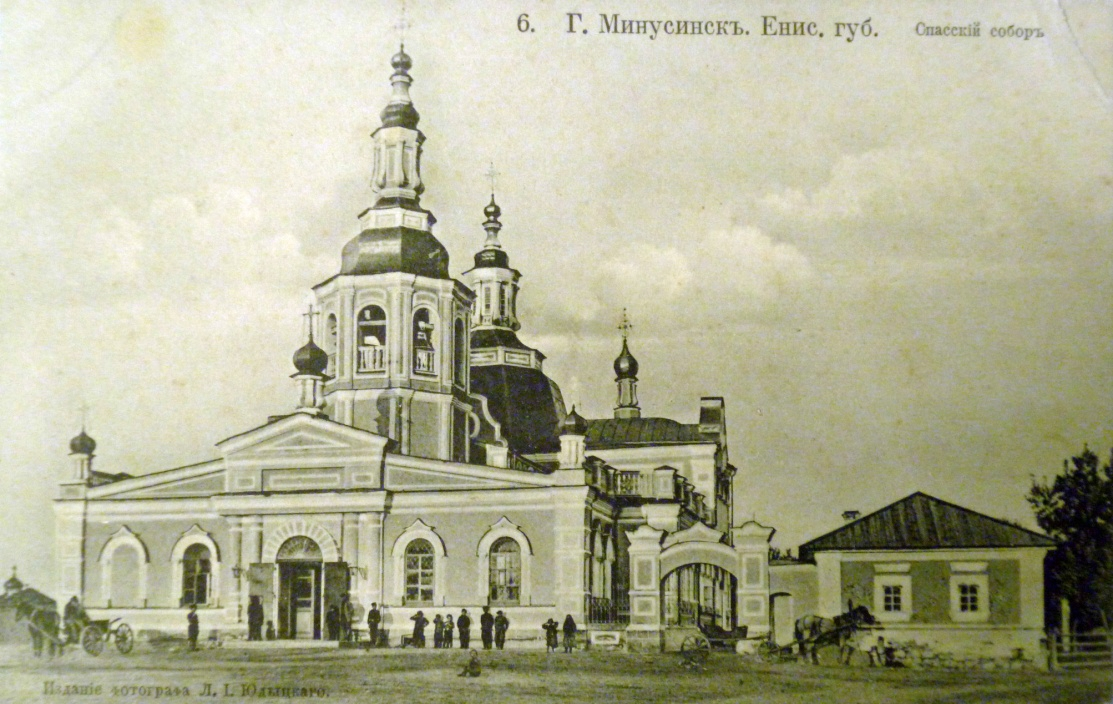
Carte postale représentant la cathédrale du Sauveur au début du XXe siècle.

La ville est divisée en deux par l'Iénisseï : au nord la vieille ville, gardant l'aspect d'une ville sibérienne du XIXe siècle, et au sud une ville moderne avec des microraïons (sous-districts). Le premier plan d'aménagement urbain date de 1844. La vieille ville est alors dominée par les coupoles et le clocher de la cathédrale du Sauveur (1803-1813, réaménagée en 1914), non loin de la rive. La place principale se trouve derrière l'église entourée de maisons à un étage supérieur typiques de la ville. C'est ici que se trouvent la cour des marchands (Gostinny dvor), les boutiques en arcades et les magasins. La première maison construite en pierre est celle des dames Belova, de la classe des marchands (1854). De nombreuses maisons de la sorte sont aujourd'hui conservées et inscrites au patrimoine historique, ce qui donne un charme particulier à cette partie de la ville.

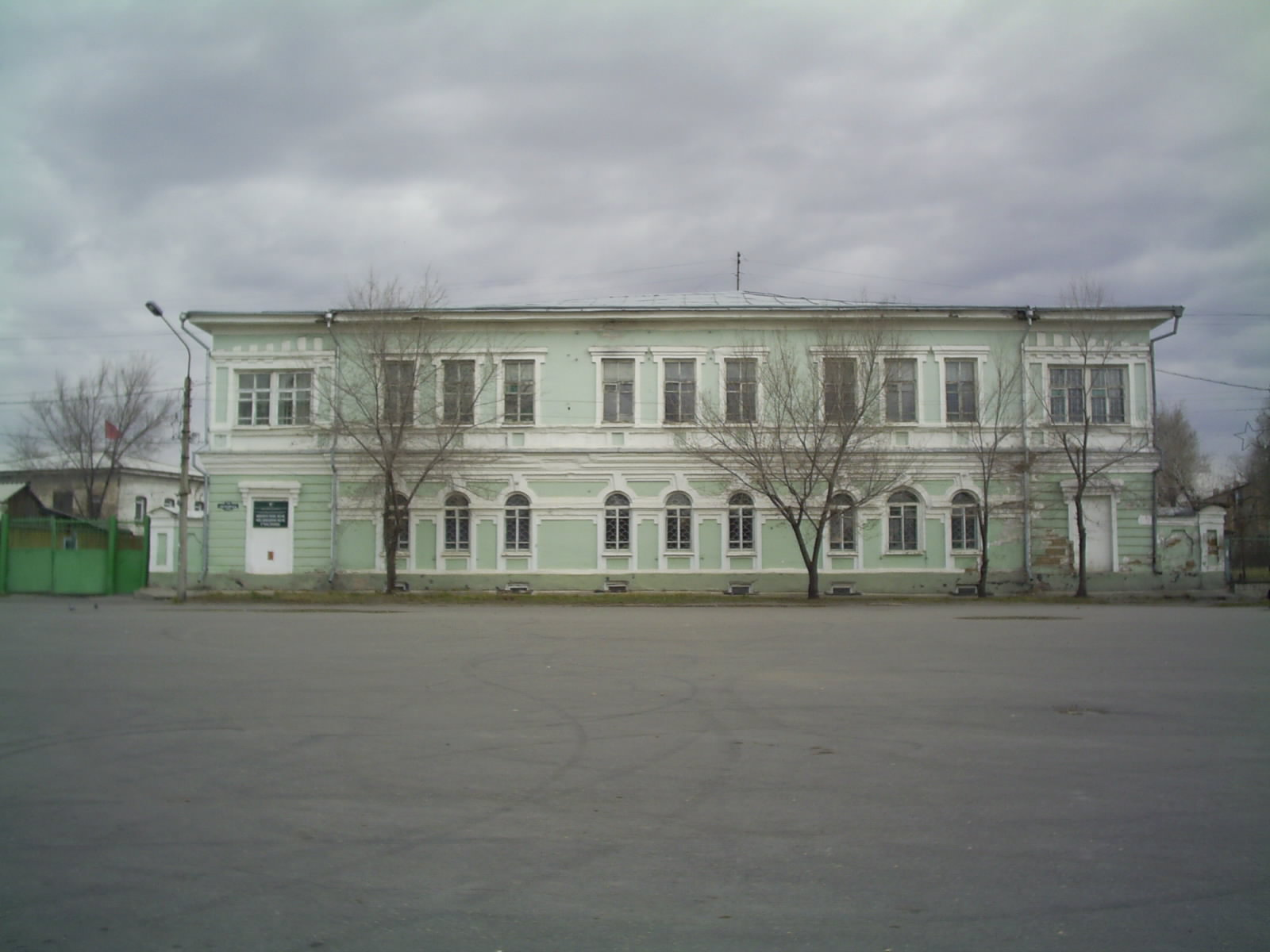
Maison Belova, aujourd'hui école de médecine.
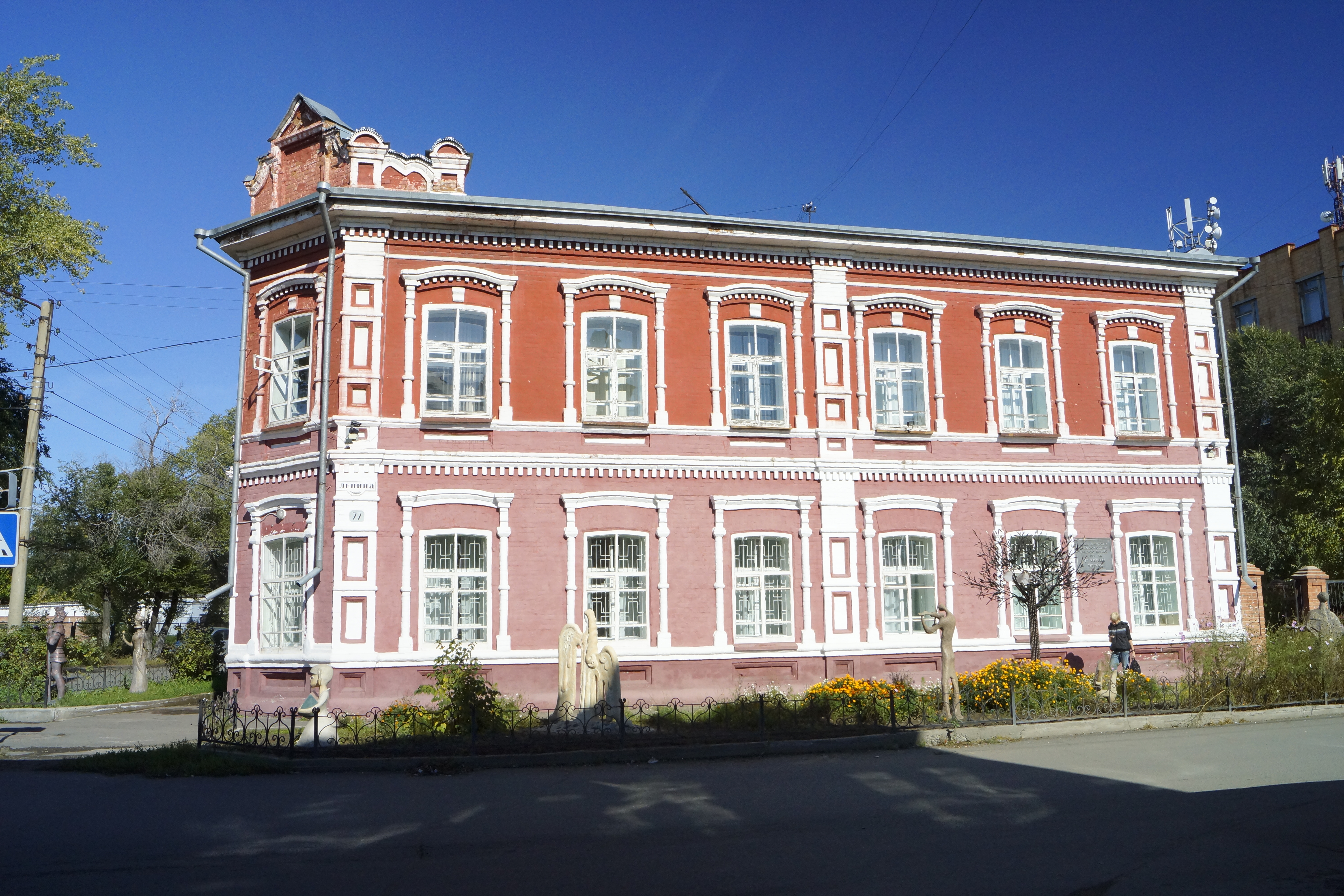
Une maison de la rue Lénine en septembre 2012.
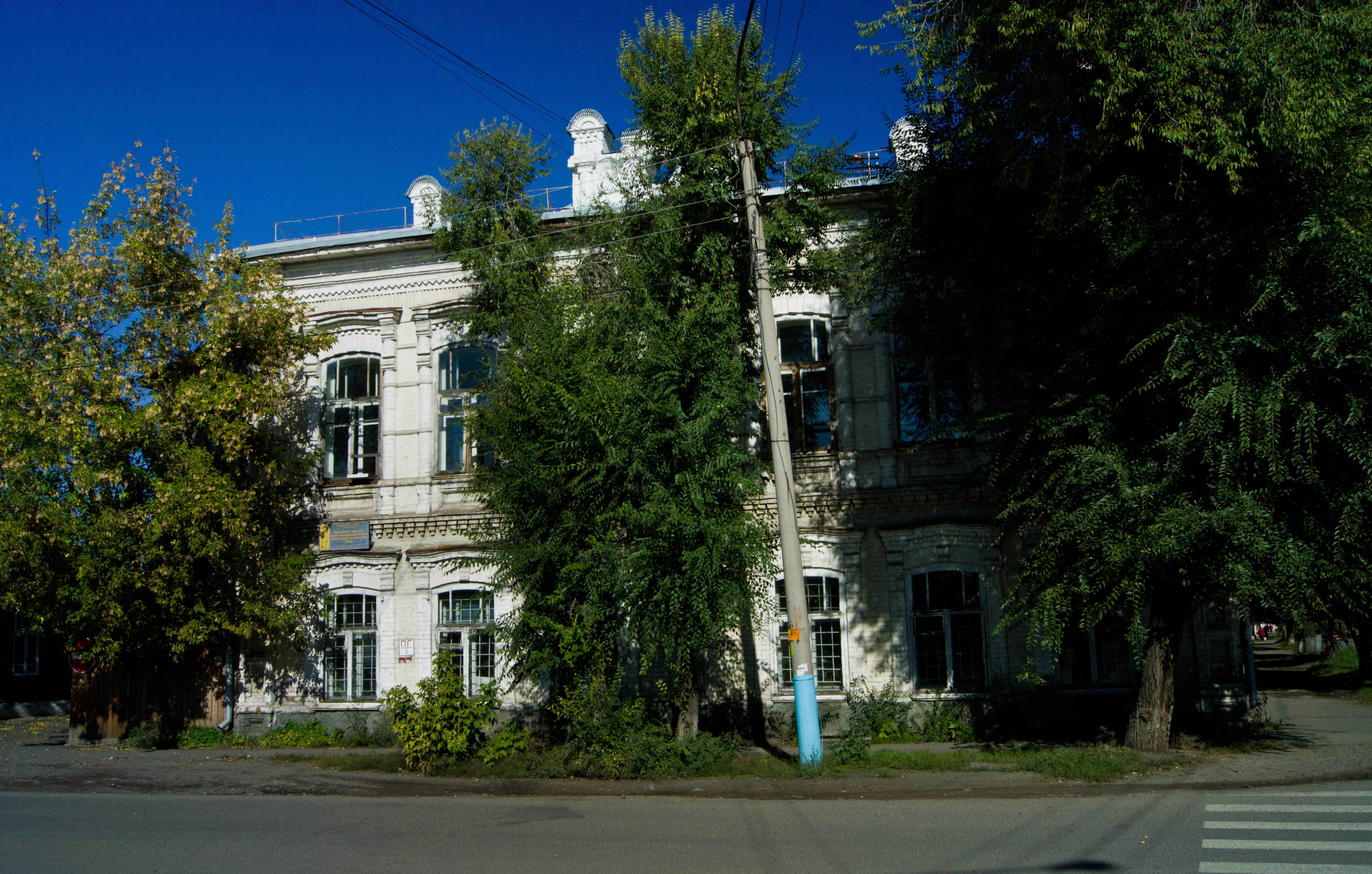
Une maison de la rue Lénine en septembre 2012.
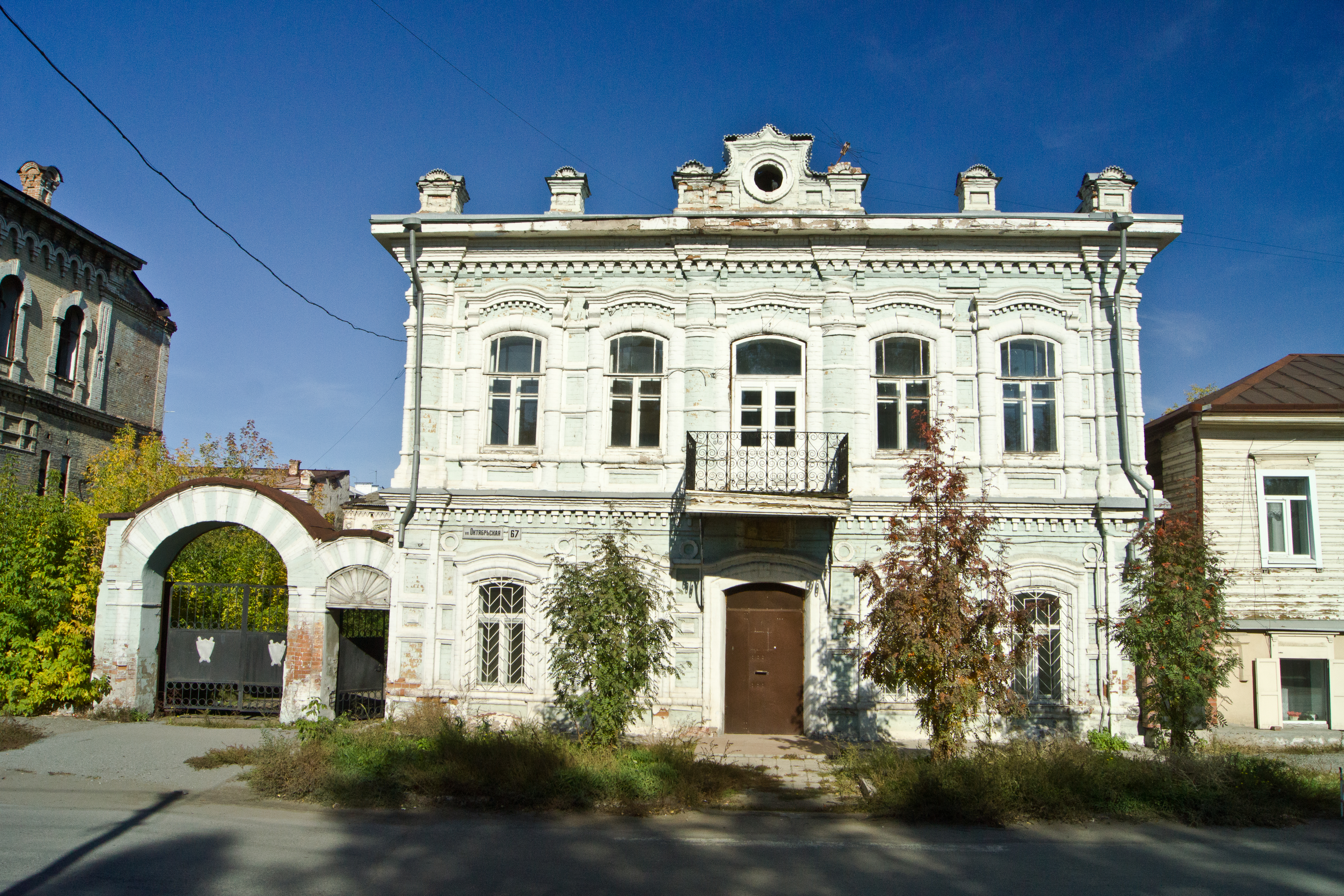
Une maison de la rue Oktiabrskaïa en septembre 2012.

## Population
Recensements (*) ou estimations de la population
| 1897*  | 1939*  | 1959*  | 1970*  | 1979*  |
| ------ | ------ | ------ | ------ | ------ |
| 10 231 | 31 354 | 38 318 | 40 763 | 56 237 |

| 1989*  | 2002*  | 2010*  | 2012   | 2013   |
| ------ | ------ | ------ | ------ | ------ |
| 72 942 | 72 561 | 71 170 | 70 111 | 69 263 |

## Culture
La ville est nommée en 2012, capitale de la culture du kraï de Krasnoïarsk. Elle possède 10 bibliothèques et un complexe multisalles de cinéma.

### Théâtre
Une troupe de théâtre amateur est formée en 1882. Elle est à l'origine du théâtre dramatique actuel. La première pièce qui est présentée au public est Innocents coupables d'Ostrovski jouée dans les deux capitales de l'Empire quelques mois auparavant. Le théâtre de Minoussinsk est construit dans les années 1890 sur fonds privés.

### Musées
La ville possède plusieurs musées et salles d'exposition : le musée régional Martianov, le musée des décabristes, le musée Krzyżanowski et Starkov, la galerie d'exposition de tableaux de Minoussinsk, le musée des véhicules automobiles et des motos du temps de l'URSS.

## Enseignement
Une école technique de mécanique ouvre en 1935, un collège supérieur d'art et de culture en 1947, une école musicale en 1955 et une école d'art pour enfants en 1968. L'école de médecine ouvre en 1988. La ville accueille en outre 17 établissements d'enseignement général et 5 écoles d'enseignement professionnel et technique.
L'enseignement supérieur est également représenté par une annexe régionale de l'université pédagogique d'État de Krasnoïarsk, ainsi qu'une annexe de l'institut électrotechnique de Moscou.

## Culte
La majorité des habitants de la ville est de religion orthodoxe. la cathédrale du Sauveur est retournée au culte dans les années 1940 et une nouvelle église orthodoxe dédiée à saint Pantéleïmon est consacrée en 2000 dans la partie moderne de la ville.
Il est à noter qu'il existe une minorité importante de vieux-croyants.

## Économie
Plusieurs entreprises importantes sont les principales sources d'emploi :
- Usine Glavnotekhnotsentr
- Filature de Minoussinsk
- Combinat de production alimentaire de Minoussinsk
- Fabrique de produits pâtissiers
- Boucherie industrielle « Touran »
- Usine de la distillerie Minal
- Une centaine de PME dans le domaine alimentaire, de la construction, du transport et du bois.

## Transports
La gare ferroviaire de Minoussinsk se trouve à 12 km du centre-ville sur la ligne Abakan-Taïchet.
La ville est reliée à l'autoroute fédérale R257 Iénisseï qui passe par Krasnoïarsk, Abakan et Kyzyl. Deux routes régionales partent de la ville.
Une gare autoroutière dans la vieille ville relie Minoussinsk aux villes des environs.
Le port d'Abakan relie par bateau le réservoir de Krasnoïarsk.
L'aéroport le plus proche est l'aéroport régional d'Abakan à 30 kilomètres.